# Hepialichneumon meiliensis
Hepialichneumon meiliensis là một loài tò vò trong họ Ichneumonidae.